# Odvoguin Balzhinniam
Odvoguin Balzhinniam –en mongol, Одвогийн Балжинням– (Naranbulag, 10 de mayo de 1960) es un deportista mongol que compitió en judo. Ganó una medalla de plata en el Campeonato Mundial de Judo de 1989, y una medalla de bronce en el Campeonato Asiático de Judo de 1991.

## Palmarés internacional
| Campeonato Mundial  | Campeonato Mundial    | Campeonato Mundial | Campeonato Mundial |
| Año                 | Lugar                 | Medalla            | Categoría          |
| ------------------- | --------------------- | ------------------ | ------------------ |
| 1989                | Belgrado (Yugoslavia) | Medalla de plata   | –95 kg             |
| Campeonato Asiático |                       |                    |                    |
| Año                 | Lugar                 | Medalla            | Categoría          |
| 1991                | Osaka (Japón)         | Medalla de bronce  | +95 kg             |